# Cyphon doctus
Cyphon doctus là một loài bọ cánh cứng trong họ Scirtidae. Loài này được Lea miêu tả khoa học năm 1910.